# Комарово (Воронежская область)
Комарово — хутор в Россошанском районе Воронежской области.
Входит в состав Поповского сельского поселения.

## География
На хуторе имеется одна улица — Центральная.

## История
В 1999 году хутор Комаровка переименован в Комарово.

## Население
| 2010 |
| ---- |
| 63   |